# 杜敏綺
杜敏綺（1966年—），台灣電影剪輯師。畢業於國立台灣藝術大學的前身國立藝專電影科，從事專業剪接師工作，作品繁多。1995年以《孔子傳》獲得華視剪輯獎，再以2000年的《鴿》和2005年《孤戀花》獲得兩座電視剪輯金鐘獎。

## 作品列表
- 2021 斯卡羅
- 2016 一把青
- 2014 行動代號孫中山
- 2009 你是我的唯一
- 2006 危險心靈
- 2005 孤戀花
- 2004 擁抱大白熊
- 2003 寒夜續曲
- 2003 孽子
- 2001 童女之舞
- 2001 記住․忘了
- 2000 少年․午夢
- 2000 鴿
- 1999 曾經
- 1998 浮光掠影的剎那
- 1997 假期
- 1996 尋找蓮花
- 1996 患難
- 1995 孔子傳
- 1994 愛情占星俱樂部
- 1991 春風少年
- 1990 借我握一握你的手
- 1989 掏出你的手帕
- 1988 折紙鶴的女孩